# 安全タクシー (広島県)
株式会社安全タクシー（あんぜんタクシー）は、広島県竹原市に本社を置くタクシー会社。広島県タクシー協会会員、竹原商工会議所会員。

## 乗合タクシー
以下の乗合タクシー路線を運行している。
- エアポートリムジン竹原線
  - 詳細は「エアポートリムジン (広島空港線)」を参照。
- 竹原駅 - 上仁賀[4]
  - 運行形態は「路線定期運行」である。